# 放任
放任（ほうにん）とは、成り行きに任せること。または干渉せずに放っておくこと。

## 概要
放任とは、事態の推移になんら手を出さないということであり、人の行動の上では当人の自己責任に委ねるという考えである。こと教育の範疇では、なんら指導を行わないことを意味している。言い換えれば各々が自由に行動するに任せ、その過程で各々が様々な判断を交えながら行動することを許す状態である。またその結果発生する責任をどう果たすかも当人の自由に任されている。
プラトンは『国家』第8巻（557B）において、自由（エレウテリア）を原理とする民主制の特徴として、「言論の自由・率直さ」（パレーシア）と共に、「放任」（エクスーシア）を挙げている。
フランス語のレッセフェール（自由放任主義とも）という概念は、経済学の範疇でしばしば利用される。これは18世紀のフランス重農主義者たちが使い始めたのを、アダム・スミスら古典派経済学者が採用し、定着した概念である。この形態に基づく経済は中世から近代まで見えざる手の働きによってうまく機能していたが、経済が複雑化して実態の無い価値観念だけが一人歩きするようになっていくと、その方々で問題を生んだ傾向も否定できない。

## 家庭における放任
放任という言葉が、一般の日常生活の場で使われる場合には、もっぱら家庭教育の範疇で、その家庭における子供の養育（育児・しつけ）方針のある方向性を示す傾向がある。この場合における「放任主義」とは、主に子供には何も要求しないでお手伝いの分担も自主性に任せる代わりに、何らかの失敗があってもフォローしないという程度である。
なお行動には結果が付いて回るわけだが、この結果にどのように対応するかの意思決定も当人に負わせるのが放任である。更に言えば、その選択が間違っている場合でも手を出さないのも放任であるが、ただ子供は成長過程で社会通念上モラトリアムと呼ばれる社会性を獲得する過程で間違いが許容される期間があり、これを過ぎてなお過ちを繰り返す場合には、ある一定年齢以上から途端に社会責任を追及される結果となる。このため、放任においても規範を身をもって示すことを通して価値判断を行う基準をきちんと教育する必要性は存在する。

## 放任の誤用
ただ、完全に養育を放棄して世話もしないこと（いわゆる放置）は育児放棄という児童虐待で、これは完全に別の話である。
家庭教育全般で「放任」という場合は、もっぱら厳密な意味での自己責任を負わせるという極めて厳しいものから、子供の手に余るような事態を除いては手を出さないで放っておくという程度の自活、あるいはネグレクトに程近い基礎的な衣食住の提供以外は世話をしないというものまで、様々な意味を含んでいる。一概に「放任主義」といっても、その内容も程度も様々である。